# لوران لو كلارك
لوران لو كلارك (بالفرنسية: Laurent Leclerc)‏  (و. 1768 – 1844 م) هو سياسي، من فرنسا، توفي عن عمر يناهز 76 عاماً.

## مناصب
تولى منصب عضو الجمعية الوطنية الفرنسية.

## جوائز
حصل على جوائز منها:
- وسام جوقة الشرف من رتبة فارس.